# 天野シロ
天野 シロ（あまの シロ、1976年1月4日 - ）は、日本の漫画家、イラストレーター。

## 経歴
『猛暑'94』で第41回赤塚賞準入選。血液型A型。ゲームコミカライズを主に手がけており、姫川明と並んで人気が高い。2006年、初のオリジナル作品集『SCRATCH!』発売。
『聖剣伝説 LEGEND OF MANA』『キングダム ハーツ』がスクウェア作品だった時代は『ファミ通』の姉妹誌『ファミ通ブロス』等に連載していたが、スクウェア・エニックスに合併後は『月刊少年ガンガン』に移行。過去のゲームコミカライズ作品の多くは絶版。後に『キングダム ハーツ』（1作目）はスクウェア・エニックスから新装版が発売、3巻に描き下ろしが加わったが判型A5判からB6判に変更され、カラーページも減っている。

## 作品

### 漫画
連載終了・読切等
- 甲冑さん（『ガンガンONLINE』2013年8月15日 - ）
- アラサークエスト（『ヤングキングアワーズ』2017年4月号 - 2019年9月号、全3巻）
- パラサイト・イヴ（『ファミ通ブロス』） - 未単行本化。
- 聖剣伝説レジェンド オブ マナ（『ファミ通ブロス』、全5巻、完全版上下巻）
- そっとやさぐれステキPARK（『ファミ通ブロス』） - 読者コーナーの漫画。
- FREAKS!（『月刊ドラゴンジュニア』）
- SCRATCH!（『月刊ドラゴンエイジ』、角川書店刊、単巻 / 新装版：エンターブレイン刊、単巻）
- ゲーム子ゼル（『月刊アルカディア』）
- キングダム ハーツ シリーズ
  - キングダム ハーツ（『ファミ通PS2』、全4巻）
  - キングダム ハーツ チェイン オブ メモリーズ（『月刊少年ガンガン』2005年4月号 - 2006年4月号、全2巻）
  - キングダムハーツ FINAL MIX（全3巻） - 上述の『キングダムハーツ』を単行本サイズに直し、新たにシーンを追加したもの。
  - キングダム ハーツ 358/2 Days（『月刊少年ガンガン』2009年9月号 - 2012年10月号、全5巻）
  - キングダム ハーツII（『月刊少年ガンガン』2006年6月号 - 2009年8月号、2012年11月号 - 2015年9月号、全10巻）
  - キングダム ハーツIII（『ガンガンONLINE』2019年4月29日 - 2025年1月9日、全4巻）
- かぶりもんスター☆（『ヤングキングアワーズ+』、全1巻）
- すばらしきこのせかい（『月刊少年ガンガン』2007年9月号 - 10月号、短期連載） - 単行本化は本人によれば「ないかもしれない」とのこと。
- あこがレディをもみタイム（『つぼみ』 VOL.6）
- デザートの女王（『月刊コミックアライブ』2010年11月号 - 12月号、読切前後編）
- ボクとワタシの変愛事情（『WEBコミックハイ!』、全2巻）

### 小説（挿絵）
- ブレス オブ ファイアIV うつろわざるもの（じょうもん弥生著、全1巻）
- キングダム ハーツ シリーズ（金巻ともこ著）
  - キングダム ハーツ（上下巻）
  - キングダム ハーツ チェインオブメモリーズ ソラ編（上下巻）
  - キングダム ハーツ チェインオブメモリーズ Reverse/Rebirth（全1巻）
  - キングダム ハーツII（全4巻）
  - キングダム ハーツII Short Stories（全2巻）
  - キングダム ハーツ 358/2 Days（全3巻）
  - キングダム ハーツ バース バイ スリープ（全3巻）
  - キングダム ハーツ Re:コーデッド
  - キングダム ハーツ 3D ［ドリーム ドロップ ディスタンス］ Side Sora
  - キングダム ハーツ 3D ［ドリーム ドロップ ディスタンス］ Side Riku
  - キングダム ハーツIII（全3巻）

### ゲーム（キャラクターデザイン）
- ドラゴンクエスト&ファイナルファンタジー in いただきストリートSpecial (PS2)
- SDガンダム ガシャポンウォーズ (GC)
- ドラゴンクエスト&ファイナルファンタジー in いただきストリートポータブル (PSP)
- いただきストリートDS (DS)

### イラスト
- 『ギルティクラウン アンソロジーコミック』（スクウェア・エニックス）